# Meenkmolen
De Meenkmolen is een korenmolen in de buurtschap Miste bij Winterswijk in de Nederlandse provincie Gelderland.
De molen werd in 1851 gebouwd in opdracht van Roelof Tenkink. Tenkink woonde op de boerderij Meenk, waarnaar de molen is vernoemd. De molen is altijd gepacht door de familie Woordes, die sinds 1952 eigenaar van de molen is. Tussen 1988 en 1990 vond een uitvoerige restauratie plaats.
De roeden van de molen hebben een lengte van 24 meter en zijn voorzien van het Van Busselsysteem, op de binnenroede in combinatie met het systeem Ten Have. De inrichting bestaat uit een koppel maalstenen en enkele andere werktuigen voor het maalbedrijf. De eigenaar maalt regelmatig met windkracht op vrijwillige basis met de molen. Naast de molen staat een elektrische maalderij.